# فرودگاه مریمبولا

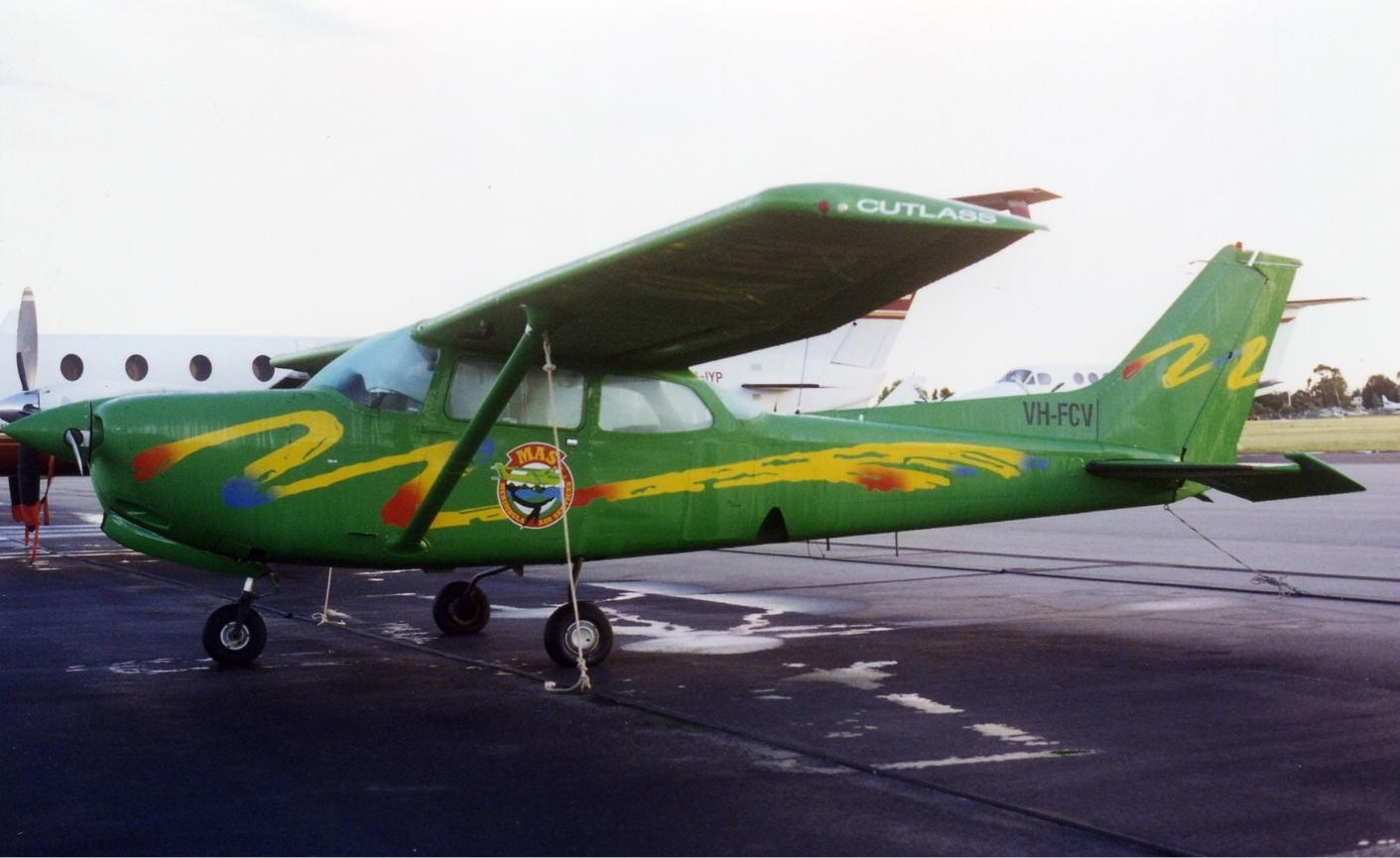
فرودگاه مریمبولا

فرودگاه مریمبولا (به انگلیسی: Merimbula Airport) یک فرودگاه همگانی با کد یاتا MIM است که یک باند فرود آسفالت دارد و طول باند آن ۱۶۰۲ متر است. این فرودگاه در کشور استرالیا قرار دارد و در ارتفاع ۲ متری از سطح دریا واقع شده‌است.

## شرکت‌های هواپیمایی و مقصدهای پروازی
| شرکت‌های هواپیمایی           | مقصدهای پروازی     |
| --------------------------- | ------------------ |
| Mission Aviation Fellowship | گو، داروین         |
| ایرنورث                     | داروین، مانینگریدا |